# Euploea eulegnica
Euploea eulegnica är en fjärilsart som beskrevs av Carpenter 1953. Euploea eulegnica ingår i släktet Euploea och familjen praktfjärilar. Inga underarter finns listade i Catalogue of Life.